# John Slessor
John Cotesworth Slessor (Ranikhet, 3 giugno 1897 – Wroughton, 12 luglio 1979) è stato un generale e aviatore britannico.
È stato un maresciallo dell'aria inglese durante la seconda guerra mondiale ed era capo del Royal Air Force Coastal Command, sostituendo il collega Philip Joubert de la Ferté.
L'8 gennaio 1944 assunse la responsabilità di tutte le unità della Royal Air Force nel Mediterraneo; ebbe un ruolo importante negli sbarchi alleati in Provenza.